# Castillo de Glamis
El castillo de Glamis (en gaélico escocés: Glamais chaisteal) está ubicado en Glamis (/ˈɡlɑːmz/, glahmz), Angus, Escocia, sobre el vasto valle de Strathmore. Data de principios del siglo XV, aunque hay registros que señalan que ya del siglo XI existía en este lugar un pabellón de caza, posiblemente origen de este castillo.[cita requerida]

## Historia

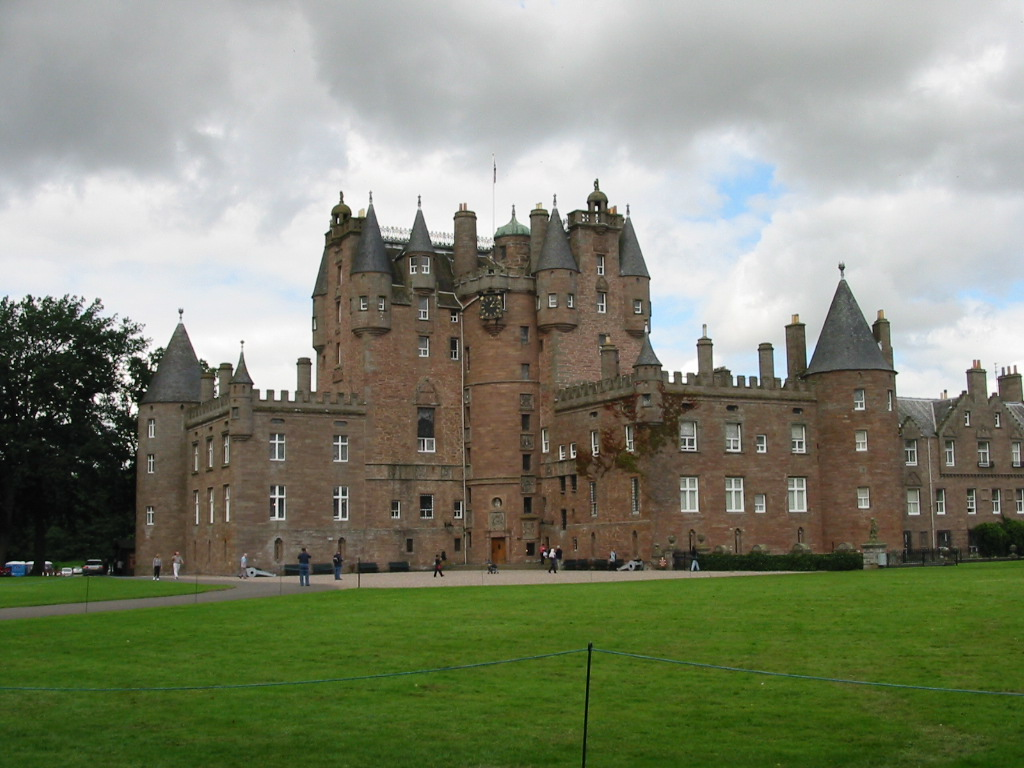
Castillo de Glamis

Aunque ya existía un castillo en el lugar desde al menos el siglo XI, el edificio actual tiene su origen como torre de planta en L de finales del siglo XIV —sir John Lyon, futuro Camerarius Domini Regis (chambelán) y también futuro yerno del rey Roberto II, obtuvo permiso de este para su construcción en 1371— la mayor parte del resto del castillo actual data del siglo XVII.
En el año 1435 se había añadido la torre principal de la fortaleza, que ya dominaba el ala oriental, cuando la reina María de Escocia junto con su séquito visitaron Glamis en 1562. Durante la centuria siguiente se sucedieron nuevos cambios, añadiéndose el West Wing y también la capilla de la zona noroeste.  
Durante siglos este castillo ha estado muy vinculado a la familia real británica, siendo lugar de residencia de soltera de la reina consorte Isabel Bowes-Lyon, descendiente directa de John Lyon, futura esposa del rey Jorge VI y madre de la reina Isabel II. Fue, asimismo, el lugar de nacimiento de la  princesa Margarita, condesa de Snowdon, la primera princesa nacida en Escocia en los últimos tres siglos.[cita requerida]
Hacia la mitad del siglo XVIII la zona delantera del castillo fue planificada con árboles y paseos ajardinados, y se demolió el West Wing, que sería reconstruido posteriormente en el año 1800. Las últimas reformas realizadas en los exteriores se corresponden con los jardines creados frente al castillo entre la última década del siglo XIX y la primera del XX.
Una de las zonas más conocidas del castillo es la Duncan's Hall, el lugar donde se cree que Macbeth asesinó al rey Duncan I,[cita requerida] aunque en la célebre obra de teatro, Macbeth, el asesinato se produjo en el castillo Cawdor o castillo MacBeth cerca de la ciudad de Inverness.

## Designación
El castillo está protegido como edificio catalogado de categoría A, y los terrenos están incluidos en el Inventario de jardines y paisajes diseñados en Escocia, la lista nacional de jardines importantes.